# Stomatella callosa
Stomatella callosa is een slakkensoort uit de familie van de Trochidae. De wetenschappelijke naam van de soort is voor het eerst geldig gepubliceerd in 1871 door P. Fischer.